# 사그르스
사그르스(포르투갈어: Sagres)는 포르투갈의 맥주이다. 1934년에 설립되었으며 2008년부터 하이네켄 그룹 산하에 있는 포르투갈 양조회사 소시에다드 센트랄 드 세르베자스 이 베비다스 S.A.(Sociedade Central de Cervejas e Bebidas S.A., SCC)에서 제조한다.

## 종류
- 사그르스(Sagres) –  도수 5.0%, 페일 라거
- 사그르스 프레타(Sagres Preta) – 도수 4.1%, 복 스타일 흑맥주
- 사그르스 보헤미아(Sagres Bohemia) – 도수 6.2%, 적갈색 에일 타입 맥주
- 사그르스 라틀러(Sagres Radler) – 도수 2.0%, 레몬 즙을 넣은 저알코올 맥주
- 사그르스 셍 알코올(Sagres Sem Álcool) – 도수 0.3%, 무알코올 맥주
- 사그르스 셍 알코올 프레타(Sagres Sem Álcool Preta) – 도수 0.3%, 무알코올 흑맥주

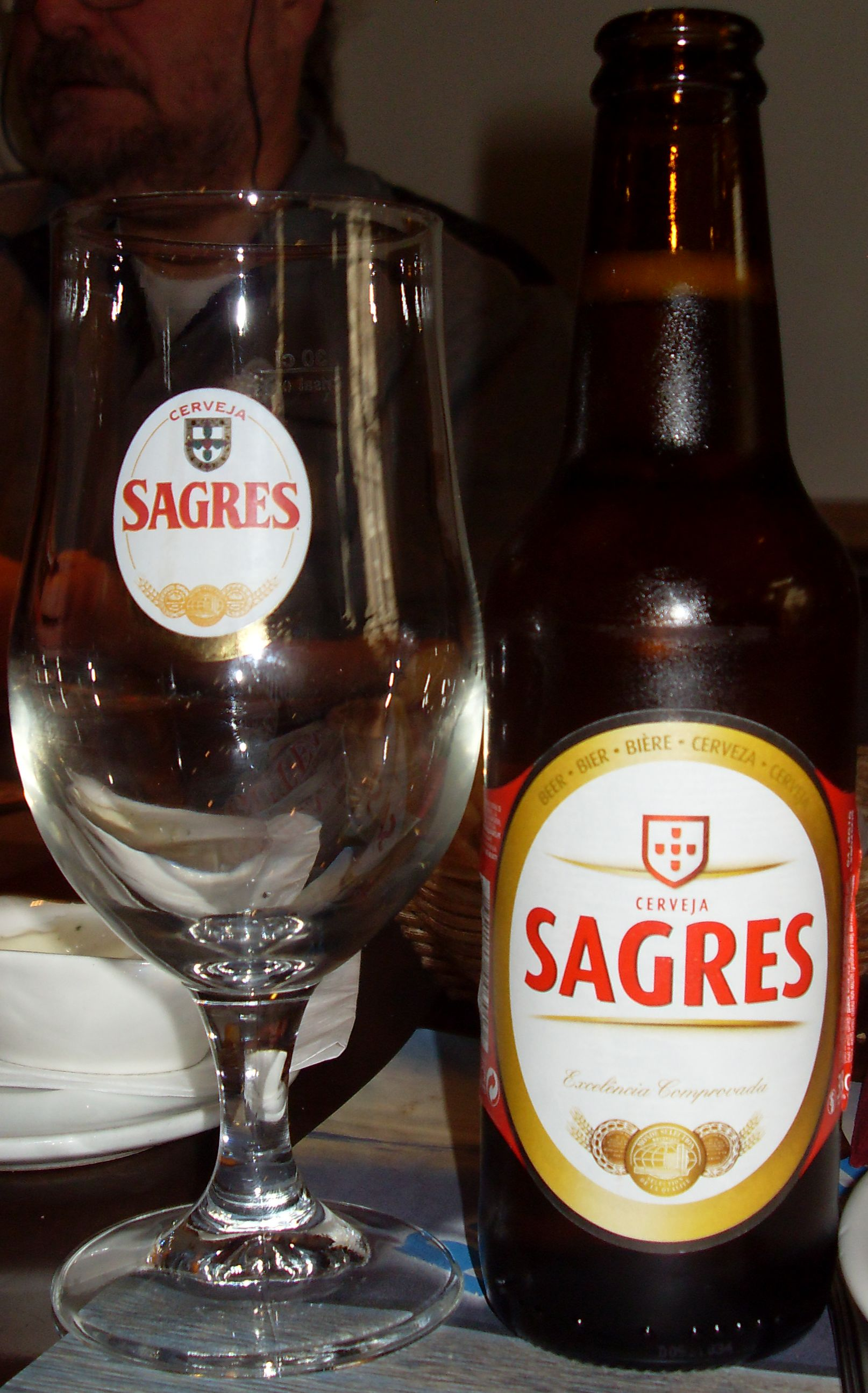
사그르스
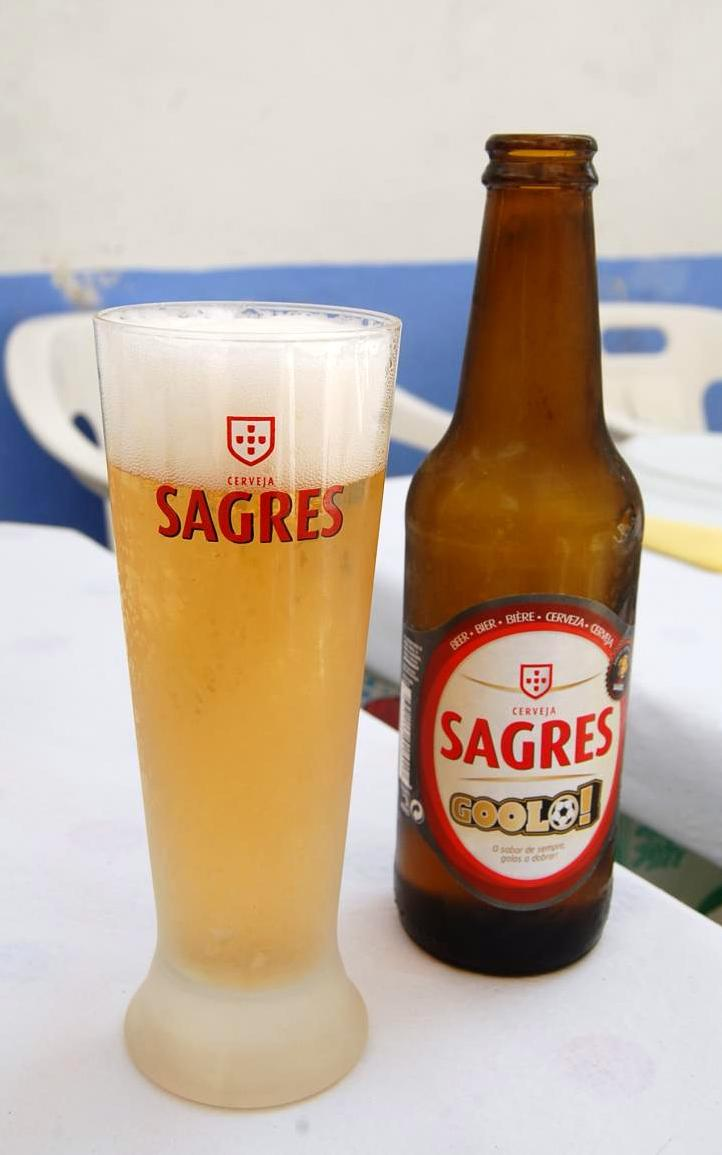
사그르스 골루
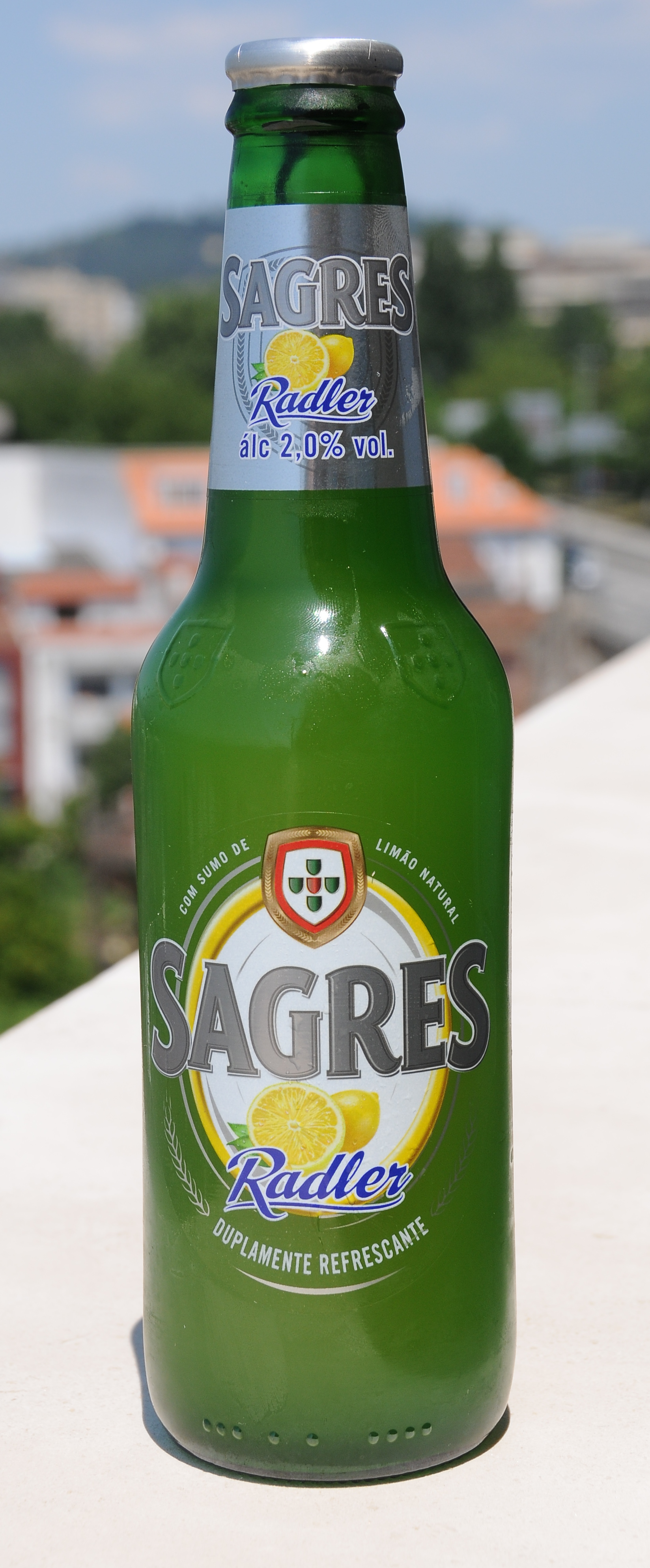
사그르스 라틀러
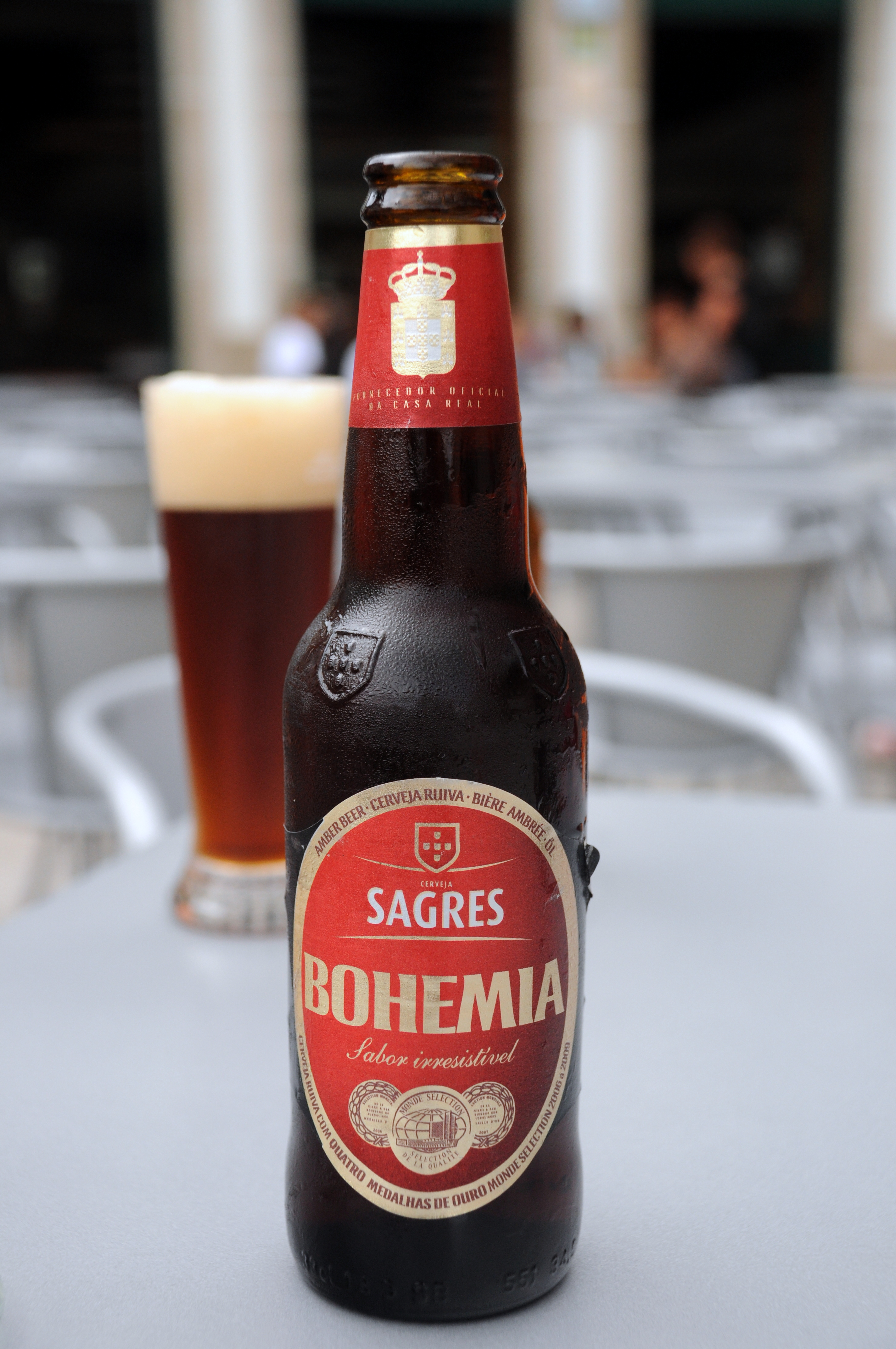
사그르스 보헤미아